# Weisslacker

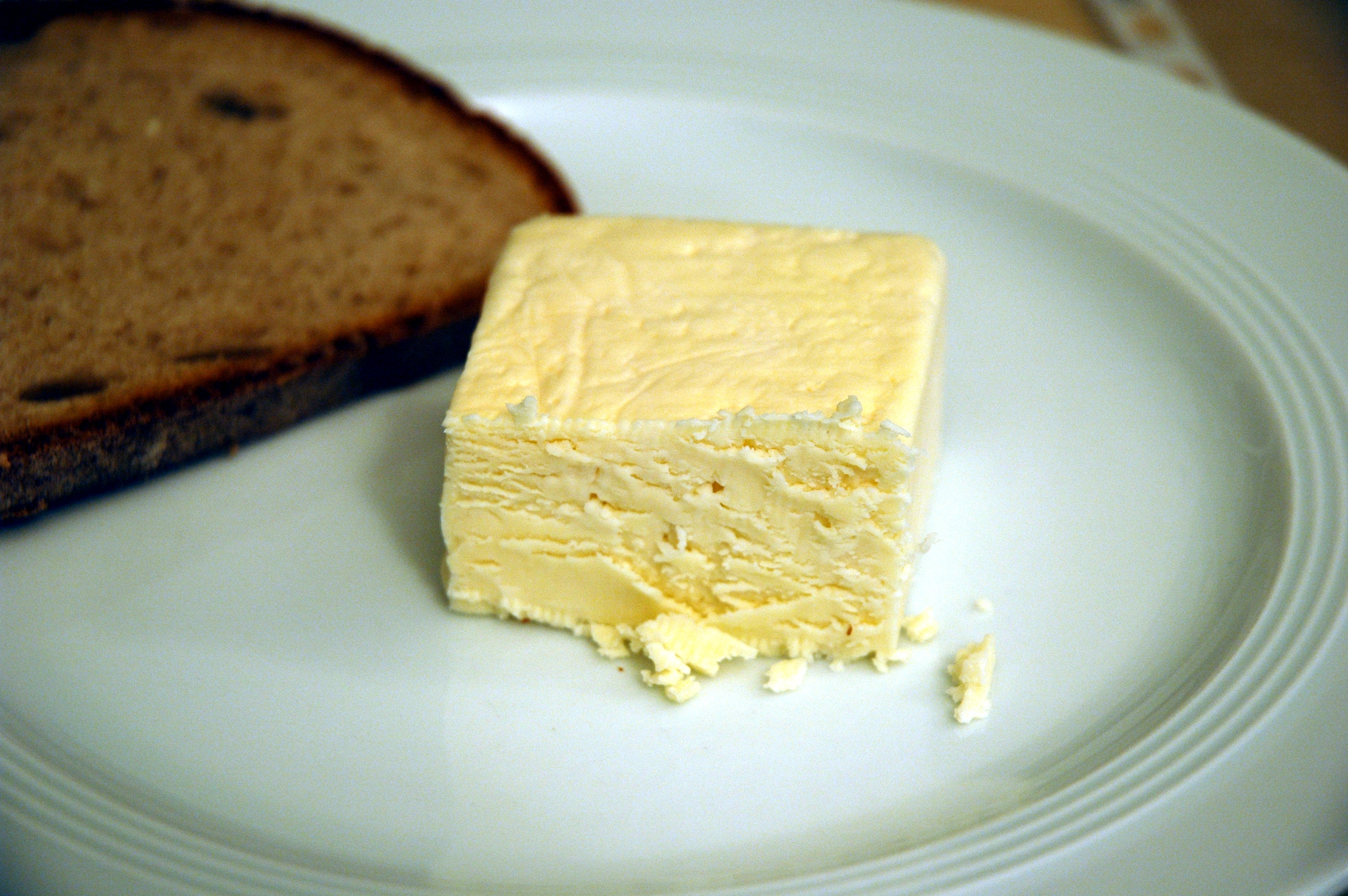
Weisslacker med bröd.

Weisslacker är en sorts ost med sitt ursprung i Tyskland, som numera även tillverkas i USA, främst i Wisconsin. Weisslacker mognar i sju månader, och finsmakare dricker gärna öl till osten som de ibland till och med doppar i ölet. Weisslacker är vanlig på restaurangernas och krogarnas menyer särskilt i Tjeckien, landet med den högsta ölkonsumtionen i världen. Weisslacker  kan även användas till matlagning och kan inkluderas i till exempel bröd, soppor och dippsåser.